# Nobody’s Fool – Auf Dauer unwiderstehlich
Nobody’s Fool – Auf Dauer unwiderstehlich (Originaltitel: Nobody’s Fool) ist der Titel eines US-amerikanischen Spielfilms, den Robert Benton 1994 nach dem gleichnamigen Roman (erschienen 1993) von Richard Russo drehte. Die Kleinstadtkomödie beschreibt das Leben des alternden Gelegenheitsarbeiters Sully, der von Paul Newman gespielt wird.

## Handlung
Der sechzigjährige Gelegenheitsarbeiter Sully lebt in einer Kleinstadt. Obwohl er sich mit den meisten seiner Mitmenschen gut versteht, scheint es, als hätte er sich viele Chancen des Lebens entgehen lassen. Vor fast dreißig Jahren verließ er seine Frau und seinen kleinen Sohn Peter, zu dem er nie eine nähere Beziehung aufbauen konnte. Seitdem lebt er bei seiner ehemaligen Lehrerin Miss Beryl zur Miete. Mit seinem Boss Carl befindet er sich ständig im Streit, sodass dieser ihm kaum einen brauchbaren Job überlässt. Beide führen eine Art Privatkampf um eine Schneefräse. Außerdem ist Sully in Carls Frau Toby verliebt, die von ihrem Mann ständig betrogen wird. 
In dieser Situation, in der Sully wegen einer Beinverletzung kaum noch Berufsperspektiven hat, kehrt Peter mit seinem Sohn zum Thanksgiving nach Hause zurück. Als Peter einen Job sucht und Sully ihm anbietet, bei ihm einzusteigen, bietet sich ihnen die Möglichkeit einer Annäherung. Doch damit gefährdet er die Freundschaft zu seinem bisherigen Angestellten Rub, für den keine Arbeit mehr bleibt. Außerdem macht ihm Toby das Angebot, zusammen nach Hawaii zu ziehen. Mit Hinblick auf seine gerade erst entstehenden Bindungen zu seinem Sohn lehnt Sully aber ab, sodass sie alleine die Stadt verlässt.

## Beschreibung
Der Film schildert das Leben in der fiktiven Kleinstadt North Bath im Osten der USA.  Die Außenaufnahmen von Nobody’s Fool wurden zwischen November 1993 und Februar 1994 in der Stadt Beacon im Hudson Valley gedreht. Es wurden einige falsche Fassaden errichtet, und die Auslagen sowie Namensschilder der Geschäfte wurden für die Dauer der Dreharbeiten geändert. Die Produktionsfirma zahlte der Stadt den Betrag 40.000 US-Dollar als Aufwandsentschädigung für Polizeiabsicherung, Müllentsorgung und durch die Dreharbeiten verursachte Unannehmlichkeiten.
Um Sully gruppieren sich eine ganze Reihe von Charakteren, die alle ihre Eigenarten haben. Selbst zwischen Sully und Carl besteht eine Art von auf Streit basierender Freundschaft.
Bruce Willis’ Name wurde bewusst weder auf dem Filmplakat noch im Vorspann genannt, um bei den Zuschauern nicht den Eindruck zu erwecken, es handle sich bei der eher melancholischen und ruhigen Komödie um den typischen „Bruce-Willis-Action-Film“.
Jessica Tandy starb nach Ende der Dreharbeiten. Ihr ist der Film gewidmet.

## Kritiken
- epd-Film (Dezember 1995): Keine Frage, NOBODY’S FOOL ist ein Schauspielerfilm, eine gut geschriebene und überzeugend gespielte Geschichte.

- Prisma Online: Eine brillant besetzte und gespielte Kleinstadtkomödie mit einem grandiosen Paul Newman. Der Film fängt beeindruckend das provinzielle Kleinstadtmilieu ein, in dem jeder jeden kennt. Die Gags sind lebensecht und darum wirklich köstlich.

## Auszeichnungen
Paul Newman gewann auf der Berlinale 1995 den Silbernen Bären als Bester Darsteller. Nominierungen erhielt er für den Oscar, den Golden Globe und von der amerikanischen Schauspielgilde, der Screen Actors Guild.
Robert Benton erhielt für die Regie eine Nominierung für den Silbernen Bären in Berlin und für das Drehbuch eine Nominierung für den Oscar.

## Belege
1. ↑  Hollywood on the Hudson. In: The New York Times. 16. Januar 1994, abgerufen am 2. Februar 2018 (englisch).